# Orolestes wallacei
Orolestes wallacei là loài chuồn chuồn trong họ Lestidae. Loài này được Kirby mô tả khoa học đầu tiên năm 1889.